# Adolf von Grote (Politiker, 1864)
Adolf Graf Grote-Breese (* 25. Oktober 1864 in Hannover; † 10. November 1931 in Berlin) war ein deutscher Rittergutsbesitzer und Parlamentarier.

## Leben
Adolf von Grote war Sohn des Gutsbesitzers, Kammerherrn und Parlamentariers August von Grote und der Guidobaldine geb. Baronin von Alten. Nach dem Besuch des Gymnasiums in Hameln und Lüneburg studierte er an der Forstakademie Tharandt und der Landwirtschaftlichen Hochschule Bonn-Poppelsdorf Land- und Forstwirtschaft. 1886 wurde er Mitglied des Corps Borussia Bonn. Er wurde Majoratsherr auf Schloss Breese bei Dannenberg (Elbe). Grote war von 1905 bis 1918 erbliches Mitglied des Preußischen Herrenhauses. Er war Kreistagsabgeordneter des Landkreises Dannenberg, Kurator des Johanniter-Krankenhauses bei Dannenberg und Rittmeister der Landwehr-Kavallerie. Aus seiner Ehe mit Ilse von Reden-Franzburg zwei Töchter und zwei Söhne hervor.